# Oiapoque (gemeente)
Oiapoque is een stad en gemeente in Brazilië gelegen in de staat Amapá. De stad telt 25.514 inwoners (2017).
Oiapoque ligt aan de noordelijke Braziliaanse kust, tegen de grens met Frans-Guyana. Daardoor wordt de stad vaak gezien als de noordelijkste stad van het land, ondanks het feit dat er in de staat Roraima steden zijn die nog noordelijker liggen. In de typisch Braziliaanse uitspraak Do Oiapoque ao Chuí (van Oiapoque naar Chuí, de noordelijkste en zuidelijkste stad van het land), wordt er gerefereerd aan de omvang van het land. De uitspraak is vergelijkbaar met de Amerikaanse uitspraak from coast to coast.

## Geografie

### Hydrografie
De plaats ligt aan de rivier de Oiapoque die de landsgrens vormt. De rivier komt in het noorden van de gemeente uit in de baai Baía do Oiapoque en de Atlantische oceaan. De Oiapoque heeft een aantal zijrivieren die in de gemeente ontspringen en uitmonden. Ook de rivieren de Caciporé (Cassiporé) en de Uaçá monden uit in de Atlantische oceaan.

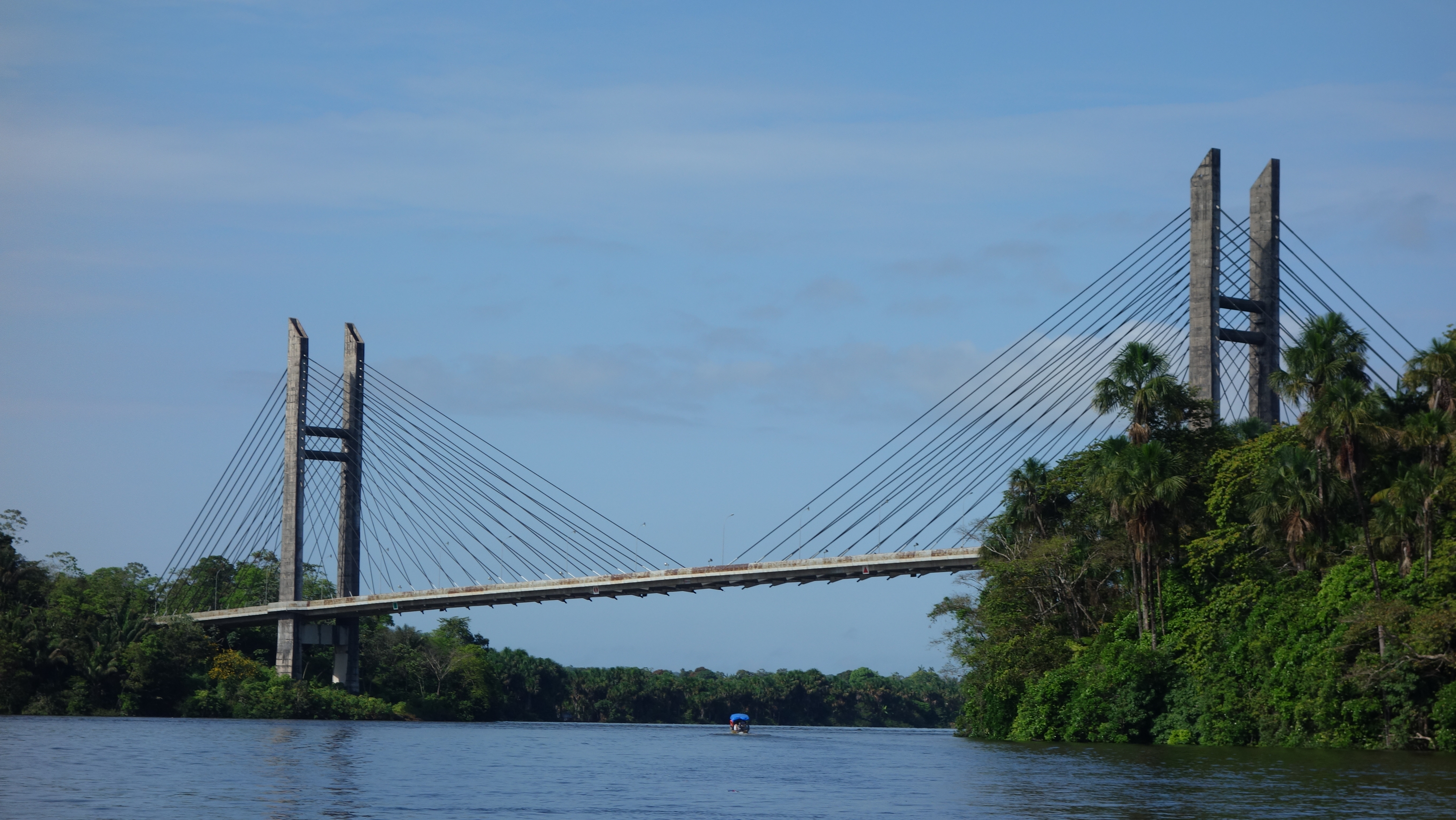
De brug Ponte Binacional Franco-Brasileira
(BR-156/N2) over de rivier de Oiapoque

### Aangrenzende gemeenten
De gemeente grenst aan Calçoene, Laranjal do Jari, Pedra Branca do Amapari en Serra do Navio.

#### Landsgrens
En met als landsgrens aan de gemeente Camopi, Ouanary en Saint-Georges-de-l'Oyapock in het kanton Saint-Georges-de-l'Oyapock met het buurland Frans-Guyana.

### Beschermd gebied

#### Inheems gebied
- Terra Indígena Uaçá: Het gebied wordt bewoond door de Caribischtalige Uaçá Galibi en de Arawaktalige Palikur en Karipuna do Amapá volken.[2]
- In het zuidwesten van de gemeente wonen ook Tupitalige Wayampi en Teko.

## Cultuur

### Bezienswaardigheden
- Nationaal park Cabo Orange
- Nationaal park Montanhas do Tumucumaque

## Verkeer en vervoer

### Wegen
Oiapoque is via de hoofdweg BR-156 verbonden met Macapá, de hoofdstad van de staat Amapá. En via de brug Ponte Binacional Franco-Brasileira en de hoofdweg RN2 met Cayenne, de hoofdstad van Frans-Guyana.

## Districten

### Clevelândia do Norte
Clevelândia do Norte is een district van de gemeente Oiapoque. In 2011 had het district 1.253 inwoners.
De naamgevende plaats (3° 49′ NB, 51° 52′ WL) is in 1922 opgericht als de landbouwkolonie Núcleo Colonial Cleveland. Tijdens het bewind van Artur Bernardes werd in het dorp een interneringskamp gesticht voor politieke gevangenen en criminelen. Met name anarchisten werden er geïnterneerd om dwangarbeid te verrichten. Tussen 1924 en 1927 verbleven in het kamp 946 gevangenen waarvan 491 zijn overleden. Sinds 1980 is het 34e infanterie regiment gestationeerd in Clevelândia do Norte.
De garimpeiro (illegale goudzoekers) dorpen Vila Brasil (3° 10′ NB, 52° 20′ WL) en Ilha Bela (3° 15′ NB, 52° 16′ WL) bevinden zich in het district tegenover de goudvelden van Frans-Guyana. De dorpen zijn gebouwd in het Nationaal park Montanhas do Tumucumaque ondanks dat er geen mensen mogen wonen.

### Vila Velha do Cassiporé
Vila Velha do Cassiporé (3° 13′ NB, 51° 14′ WL) is een district van de gemeente Oiapoque. In 2011 had het district 2.723 inwoners. Het naamgevende dorp ligt aan de Caciporérivier en is een agrarische gemeenschap. In 2016, werd het erkend als Quilombo, een dorp gesticht door weggelopen slaven, en heeft een status vergelijkbaar met de inheemse gebieden gekregen.

## Galerij

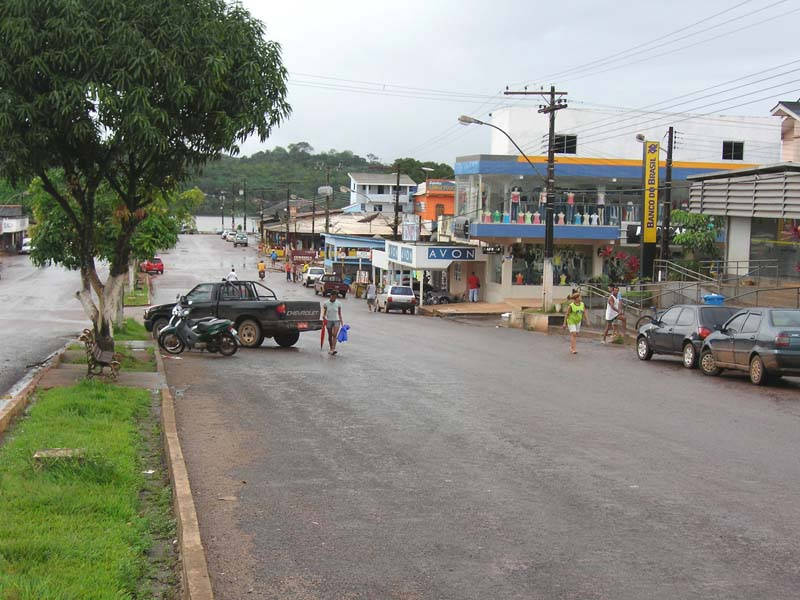
Straatbeeld